# Host de Guillem II de Bearn i Montcada a Mallorca
La Host de Guillem II de Bearn i Montcada a Mallorca fou alçada per En Guillem II de Bearn i Montcada, Vescomte de Bearn a instàncies del Rei en Jaume I per a la Croada contra Al-Mayûrqa.

## La Host de Guillem II de Bearn i Montcada
La Host estava formada per 100 cavallers i la seva mainada; tot i així, el Rei En Jaume I afirma en la seua crònica que En Guillem II de Bearn i Montcada es va oferir per aixecar una host de fins a 400 cavallers.
D'entre els cavallers de la Host de Guillem II de Bearn i Montcada a Mallorca els més destacats foren Guillem de Sant Martí, Guerau VI de Cervelló, Ramon Alemany Cervelló de Querol, Guillem de Claramunt, Hug V de Mataplana, Guillem de Sant Vicenç, Ramon de Bell Lloc, Bernat III de Centelles, Guillem de Palafolls i Berenguer de Santa Eugènia

## La Batalla de Porto Pí

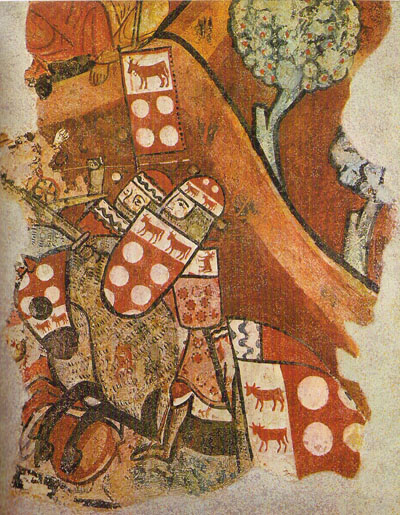
Guillem II de Bearn i Montcada representat als frescos mural de la casa de Berenguer d' Aguilar de Barcelona (Actualment al MNAC). Al seu escut i als estendards hi ha les vaques de l'escut del Bearn i els punts procedents de les armes dels Montcada.

L'acció més recordada de la host tingué lloc durant la batalla de Portopí el 12 de setembre de 1229. Després del desembarcament a Santa Ponça, en Guillem II de Bearn i Montcada s'avançà amb una partida de cavallers de la seva host per prendre l'estratègic Puig de sa Batalla. Les tropes islàmiques reaccionaren immediatament enviant el gruix de la seva infanteria i cavalleria a ocupar el puig i Guillem II de Bearn i Montcada ordenà contraatacar els cavallers de la seva partida, quedant-se sol al cim del puig. Els cavallers foren ràpidament massacrats per les tropes islàmiques i Guillem de Montcada, veient-se copat, provà de desallotjar el puig però fou encalçat i mort.
A la batalla de Portopí hi moriren 8 cavallers de l'Host de Guillem II de Bearn i Montcada a Mallorca inclòs el mateix Guillem II de Montcada i de Bearn, i poca mainada. Entre els altres cavallers morts es recorden els noms d'en Ramon de Montcada parent d'en Guillem II de Montcada i de Bearn, n'Hug V de Mataplana, n'Hug des Far i En Guerau IV de Cabrera. Tots ells foren enterrats on hui en dia s'alça la Creu dels Montcada.